# 奥山政幸
奥山 政幸（おくやま まさゆき、1993年7月28日 - ）は、愛知県豊田市出身のプロサッカー選手。Jリーグ・ベガルタ仙台所属。ポジションはディフェンダー、ミッドフィールダー（ボランチ）。

## 来歴

### プロ入り前
名古屋グランパスの下部組織出身。高校卒業後は2012年早稲田大学に進学。ア式蹴球部に入部後徐々に頭角を現し、2013年には全日本大学選抜の一員に選ばれる。大学ではCB・SBのポジションだったが、大学選抜では高校3年の1年間のみ経験のあったボランチのポジションを任され、守備に奮闘した。2015年には韓国・光州で行われた第28回ユニバーシアードの日本代表（全日本大学選抜）に選出、銅メダル獲得メンバーの一人となる。また、大学でも関東大学サッカーリーグ1部での19年振りの優勝に貢献した。

### プロ入り後
2016年、レノファ山口FCへの入団が発表された。
2017年よりFC町田ゼルビアに移籍。2018年、サイドバックとしてスタメンに定着。2023年からはキャプテンに就任。リーグ戦34試合に出場し、町田のJ2リーグ制覇、初のJ1リーグ昇格に貢献したが、途中加入した大学の2学年後輩・鈴木準弥に定位置の右サイドバックを奪われ、先発から外れる試合が増えた。2024年は副キャプテンとしてチームを支えたが、チームが躍進する中、鈴木のみならず、新人の望月ヘンリー海輝にもポジションを奪われ、右サイドバックとしては3番手、左サイドバックとしては林幸多郎に次ぐ2番手に甘んじ、リーグ戦4試合の出場に留まった。
2024年8月、ベガルタ仙台に期限付き移籍。同年12月、仙台へ完全移籍。

## 所属クラブ
- 名古屋グランパスU-12
- 名古屋グランパスU-15 (豊田市立益富中学校)
- 2009年 - 2012年 名古屋グランパスU-18 (中京大学附属中京高等学校)
- 2012年 - 2016年 早稲田大学
- 2016年 レノファ山口FC
- 2017年 - 2024年 FC町田ゼルビア
  - 2024年8月 - 同年12月 ベガルタ仙台 (期限付き移籍)
- 2025年 - ベガルタ仙台

## 個人成績
| 国内大会個人成績 | 国内大会個人成績 | 国内大会個人成績 | 国内大会個人成績 | 国内大会個人成績 | 国内大会個人成績 | 国内大会個人成績 | 国内大会個人成績 | 国内大会個人成績 | 国内大会個人成績 | 国内大会個人成績 | 国内大会個人成績 |
| 年度             | クラブ           | 背番号           | リーグ           | リーグ戦         | リーグ戦         | リーグ杯         | リーグ杯         | オープン杯       | オープン杯       | 期間通算         | 期間通算         |
| 年度             | クラブ           | 背番号           | リーグ           | 出場             | 得点             | 出場             | 得点             | 出場             | 得点             | 出場             | 得点             |
| 日本             | 日本             | 日本             | 日本             | リーグ戦         | リーグ戦         | リーグ杯         | リーグ杯         | 天皇杯           | 天皇杯           | 期間通算         | 期間通算         |
| ---------------- | ---------------- | ---------------- | ---------------- | ---------------- | ---------------- | ---------------- | ---------------- | ---------------- | ---------------- | ---------------- | ---------------- |
| 2016             | 山口             | 34               | J2               | 5                | 0                | -                | -                | 1                | 0                | 6                | 0                |
| 2017             | 町田             | 2                | J2               | 25               | 0                | -                | -                | 1                | 0                | 26               | 0                |
| 2018             | 町田             | 2                | J2               | 40               | 0                | -                | -                | 2                | 0                | 42               | 0                |
| 2019             | 町田             | 2                | J2               | 42               | 0                | -                | -                | 0                | 0                | 42               | 0                |
| 2020             | 町田             | 2                | J2               | 41               | 1                | -                | -                | -                | -                | 41               | 1                |
| 2021             | 町田             | 2                | J2               | 38               | 2                | -                | -                | 0                | 0                | 38               | 2                |
| 2022             | 町田             | 2                | J2               | 40               | 2                | -                | -                | 1                | 0                | 41               | 2                |
| 2023             | 町田             | 2                | J2               | 34               | 1                | -                | -                | 1                | 0                | 35               | 1                |
| 2024             | 町田             | 2                | J1               | 4                | 0                | 3                | 0                | 1                | 0                | 8                | 0                |
| 2024             | 仙台             | 32               | J2               | 10               | 0                | -                | -                | -                | -                | 10               | 0                |
| 2025             | 仙台             | 3                | J2               |                  |                  |                  |                  |                  |                  |                  |                  |
| 通算             | 日本             | 日本             | J1               | 4                | 0                | 3                | 0                | 1                | 0                | 8                | 0                |
| 通算             | 日本             | 日本             | J2               | 275              | 6                | -                | -                | 6                | 0                | 281              | 6                |
| 総通算           | 総通算           | 総通算           | 総通算           | 279              | 6                | 3                | 0                | 7                | 0                | 289              | 6                |

その他の公式戦
- 2024年
  - J1昇格プレーオフ 2試合0得点

- Jリーグ初出場 - 2016年4月9日 J2第7節 対ロアッソ熊本（うまかな・よかなスタジアム）
- Jリーグ初得点 - 2020年9月9日 J2第18節 対ツエーゲン金沢（石川県西部緑地公園陸上競技場）

## 代表・選抜歴
- 2014年 全日本大学選抜
- 2015年 ユニバーシアード日本代表（全日本大学選抜）

## タイトル

### クラブ
FC町田ゼルビア
- J2リーグ：1回（2023年）